# Langenhorn
Langenhorn település Németországban, Schleswig-Holstein tartományban. Lakosainak száma 3378 fő (2023. december 31.). Langenhorn Bordelum és Bargum községekkel határos.

## Népesség
A település népességének változása:
| Lakosok száma | 2415 | 3242 | 3280 | 3352 | 3368 | 3378 |
|               | 1975 | 2017 | 2019 | 2021 | 2022 | 2023 |